# Гокчејурт
Гокчејурт или Гердеме (тур. Gökçeyurt) је насељено место у округу Кемалпаша у вилајету Измир, Турска. Према попису из 2020. било је 318 становника.
Гокчејурт настањују Бошњаци, чији су се преци доселили после 1870. године највећим делом из Мостара у Херцеговини.